# 1. 리가 젠
1. 리가 젠(체코어: I. liga žen 예드나 리가 젠[*]→체코 여자 1부 리그)은 체코의 최상위 여자 축구 리그이다. 1993년에 설립되었으며, 현재 8개 클럽이 참가하고 있다. 체코 축구 협회(FAČR)가 주관하며, 하위 리그로는 2. 리가 젠(2. liga žen)이 있다.

## 진행 방식
1. 리가 젠의 정규 시즌은 홈 앤 어웨이 방식의 리그전으로 진행되며 한 팀당 14경기를 치른다. 정규 시즌에서 1위부터 4위까지를 차지한 4개 팀은 챔피언십 라운드로 진출하고 5위부터 8위까지를 차지한 4개 팀은 강등 라운드로 진출한다.
챔피언십 라운드와 강등 라운드 모두 홈 앤 어웨이 방식의 리그전으로 진행되며 한 팀당 6경기를 치른다. 강등 라운드에서 4위를 차지한 1개 팀은 2. 리가 젠으로 강등되고, 2. 리가 젠에서 1위를 차지한 1개 팀은 1. 리가 젠으로 승격된다. 챔피언십 라운드에서 가장 높은 성적을 기록한 2개 팀은 UEFA 여자 챔피언스리그 본선에 직행한다.

## 2019-20 시즌 참가 팀
- FK 두클라 프라하 (FK Dukla Praha) - 프라하
- 로코모티바 브르노 H.H (Lokomotiva Brno H.H) - 브르노
- FK 파르두비체 (FK Pardubice) - 파르두비체
- SK 슬라비아 프라하 (SK Slavia Praha) - 프라하
- 1. FC 슬로바츠코 (1. FC Slovácko) - 우헤르스케흐라디슈테
- FC 슬로반 리베레츠 (FC Slovan Liberec) - 리베레츠
- AC 스파르타 프라하 (AC Sparta Praha) - 프라하
- FC 빅토리아 플젠 (FC Viktoria Plzeň) - 플젠